# Kup Jugoslavije 1995-1996
La Kup Jugoslavije 1995-1996 (Coppa Jugoslava 1995-1996) fu la 5ª edizione della Kup Jugoslavije e la quarta della Repubblica Federale di Jugoslavia.
La coppa fu vinta dalla Stella Rossa che sconfisse in finale il Partizan nel večiti derbi.

## Squadre partecipanti
Prva liga
- Bečej
- Borac Čačak
- Budućnost
- Čukarički
- Hajduk Kula
- Loznica
- Mladost Lučani
- Napredak Kruševac
- Obilić
- OFK Belgrado
- Partizan
- Proleter Zrenjanin
- Rad Belgrado
- Radnički Belgrado
- Radnički Niš
- Sloboda Užice
- Stella Rossa
- Vojvodina
- Zemun

Druga liga
- Badnjevac
- Budućnost Valjevo
- OFK Kikinda
- Mornar
- Novi Pazar
- Novi Sad
- Prishtina
- Rudar Pljevlja
- Spartak Subotica
- Sutjeska

Categoria sconosciuta
- Crvena Stijena
- Dinamo Pančevo
- Inđija

## Sedicesimi di finale
| Squadra 1         | Risultato       | Squadra 2          |
| ----------------- | --------------- | ------------------ |
| Stella Rossa      | 6 – 1           | Novi Sad           |
| Inđija            | 0 – 5           | Partizan           |
| Novi Sad          | 4 – 2           | Obilić             |
| Badnjevac         | 2 – 1           | Vojvodina          |
| OFK Kikinda       | 3 – 5           | Loznica            |
| Rudar Pljevlja    | 2 – 3           | Rad                |
| Crvena Stijena    | 1 – 8           | Napredak Kruševac  |
| Čukarički         | 2 – 1           | Zemun              |
| Radnički Belgrado | 4 – 1           | Budućnost Valjevo  |
| Mladost Lučani    | 2 – 0           | Hajduk Kula        |
| Sutjeska          | 1 – 0           | Bečej              |
| Sloboda Užice     | 0 – 2           | Radnički Niš       |
| Borac Čačak       | 4 – 0           | Mornar             |
| Budućnost         | 3 – 3 (5-4 dtr) | Dinamo Pančevo     |
| OFK Belgrado      | 1 – 2           | Prishtina          |
| Spartak Subotica  | 1 – 2           | Proleter Zrenjanin |

## Ottavi di finale
| Squadra 1         | Totale    | Squadra 2          | Andata | Ritorno |
| ----------------- | --------- | ------------------ | ------ | ------- |
| Radnički Belgrado | 0 – 4     | Stella Rossa       | 0 – 1  | 0 – 3   |
| Mladost Lučani    | 1 – 7     | Partizan           | 1 – 2  | 0 – 5   |
| Novi Sad          | 2 – 1     | Sutjeska           | 1 – 0  | 1 – 1   |
| Radnički Niš      | 1 – 2     | Badnjevac          | 1 – 1  | 0 – 1   |
| Loznica           | 2 – 2 gfc | Borac Čačak        | 1 – 0  | 1 – 2   |
| Rad               | 4 – 1     | Budućnost          | 4 – 0  | 0 – 1   |
| Prishtina         | 1 – 4     | Napredak Kruševac  | 1 – 0  | 0 – 4   |
| Čukarički         | 5 – 3     | Proleter Zrenjanin | 3 – 0  | 2 – 3   |

## Quarti di finale
| Squadra 1 | Totale | Squadra 2         | Andata | Ritorno |
| --------- | ------ | ----------------- | ------ | ------- |
| Badnjevac | 5 – 3  | Čukarički         | 1 – 1  | 1 – 0   |
| Loznica   | 3 – 8  | Stella Rossa      | 2 – 2  | 1 – 6   |
| Novi Sad  | 3 – 2  | Napredak Kruševac | 2 – 0  | 1 – 2   |
| Rad       | 1 – 2  | Partizan          | 0 – 0  | 1 – 2   |

## Semifinali
| Squadra 1 | Totale | Squadra 2    | Andata | Ritorno |
| --------- | ------ | ------------ | ------ | ------- |
| Badnjevac | 2 – 3  | Partizan     | 1 – 1  | 1 – 2   |
| Novi Sad  | 0 – 7  | Stella Rossa | 0 – 4  | 0 – 3   |

## Finale
| Squadra 1    | Totale | Squadra 2 | Andata | Ritorno |
| ------------ | ------ | --------- | ------ | ------- |
| Stella Rossa | 6 - 1  | Partizan  | 3 - 0  | 3 - 1   |

| Arbitro: | Branimir Babarogić (Belgrado) |

| |            | |
| Jovičić 8’ Krupniković 37’ Živković 51’ | Marcatori  | |
| Z. Milojević (79' Ognjenović) B. Živković P. Stanković Marinović G. Đorović (89' Puača) I. Adžić N. Radmanović Njeguš D. Stanković Krupniković (80' Milivojev) Jovičić | Formazioni | Kralj Z. Mirković Mijalković Saveljić Đurić (46' Tasevski) Vukićević Tešović (66' I. Tomić) Nađ Trenevski (46' Hristov) Ćirić Čakar |
| Vladimir Petrović | Allenatori | Ljubiša Tumbaković |

| Arbitro: | Milan Vidić (Užice) |

| |            | |
| Vukićević 62’ | Marcatori  | 45’ P. Stanković 65’ Krupniković 79’ D. Stanković |
| Kralj Z. Mirković Mijalković (46' Vukićević) Saveljić Tasevski Svetličić (62' Krstajić) I. Tomić Tešović Ćirić Hristov (46' Beširović) Jović | Formazioni | Z. Milojević B. Živković (85' Ognjenović) N. Sakić Marinović G. Đorović N. Radmanović (27' Milivojev) I. Adžić P. Stanković Njeguš Krupniković D. Stanković |
| Ljubiša Tumbaković | Allenatori | Vladimir Petrović |